# 내셔널리그 (대한민국)
내셔널리그(Korea National League)는 한국실업축구연맹이 주관하는 세미프로 리그 형태의 실업축구 리그로서, 대한민국 축구 리그 시스템에서 3부 리그 격에 해당한다. 모태는 1964년 시작된 전국실업축구연맹전이다. 전국실업축구연맹전이 실업의 최상위 리그 격인 성격이 진하였던 데에 반해, 내셔널리그는 프로 리그인 K리그의 하부 리그를 표방하며 출범하였다.
2000년 대한축구협회가 프로 2부 리그 창단 방안을 검토하면서 기존의 춘계실업연맹전을 실험적으로 현대자동차 K2리그라는 이름으로 운영하였고, 그 후 2001년부터 2002년까지 2년 간 '프로 2부 리그 도입을 포함한 축구발전 10대 과제 연구용역 및 발표' 등 다각도의 준비 작업을 거쳐 2003년 K2리그라는 이름으로 출범하였다. 이후 2006년 리그 이름을 내셔널리그로 변경하였다.
현재는 대한민국 축구리그시스템이 바뀌어 내셔널리그는 2019 시즌을 마지막으로 K3리그, K4리그에 흡수되면서 폐지되었다.

## 역사
2003년 대한민국 실업 리그의 최상위 리그였던 전국실업축구연맹전을 프로 2부화를 위한 방안으로 새롭게 출범하였다. 출범 당시 리그 명 또한 프로 2부를 표방하며 K2리그라는 이름으로 시작되었는데, 이미 2000년부터 전국실업축구연맹전을 실험적으로 K2리그라는 이름 하에 진행하고 있었다. 또한 전국실업축구연맹전에서는 없었던 연고지 제도를 도입하여 참가한 모든 구단이 연고지를 정한 후 시작하였다. 모두 10개 팀이 참가하였고, 첫 시즌의 우승은 김포 국민은행에게로 돌아갔다.
2006년 K2리그에서 내셔널리그로 이름을 변경하였고, 그 해부터 우승 팀이 프로 리그인 K리그로 승격하는 제도가 시행되었다. 결승전은 고양 국민은행과 김포 할렐루야가 치렀다. 김포 할렐루야는 결승전 이전부터 프로 승격을 고대하였으나, 최종 우승은 국민은행이 차지하였다. 그러나 우승 후 국민은행은 은행법 등의 이유를 들어 승격을 거부하였고, 차 시즌 전반기 10점, 후반기 10점 씩 총 20승점을 감점 당하는 징계를 받았다. 이어 2007 시즌 우승 팀인 울산 현대미포조선이 잇따라 승격을 거부함에 따라 팬과 선수들의 많은 비난을 받게 되었다. 연이은 실패로 인해 한국 축구의 단기적 목표인 승강제의 실현 여부에 대한 회의가 널리 퍼지게 되었으며, 대한축구협회와 한국실업축구연맹에 대한 비난도 거세지게 되었다. 결국 2008년 리그 시작전, 대한축구협회와 프로축구연맹, 그리고 실업축구연맹은 무리한 승격제를 폐지하고 준비기간을 거쳐 프로 2부 리그를 출범시키기로 하였다.
그렇게 흐지부지되는 듯하던 승강제가 다시 불을 지핀 것은 한국실업축구연맹 새 수장으로 선임된 권오갑 회장의 발언에서 나왔다. 2009년 9월 내셔널리그를 총괄하고 있는 한국실업축구연맹의 새 회장으로 선임된 권오갑 회장은 11월 2일 기자간담회를 갖고 “현실적인 어려움 때문에 승강제를 당장 하기는 어렵지만 3년 내 실시토록 노력하겠다”면서 “이 제도를 위해 대한축구협회, 한국프로축구연맹과 함께 태스크포스팀도 꾸릴 계획”이라고 밝혔다. 2012년 말까지 3년 1개월 간 실업연맹을 이끌 권 회장은 “승강제 없는 프로리그로는 안된다”면서 “프로팀이 6강 플레이오프에 진출하려고 치열한 다툼을 벌이듯 축구 발전을 위해서라도 승강제는 필요하다”고 강조했다.
한편 2008 시즌에는 14개 팀이 참가하여 역대 최고로 많은 팀이 참가하며 규모를 확장해나갔다. 2009 시즌 후반기에는 홍천 이두가 재정난으로 퇴출당하여 13개 팀으로 운영해 오다가 2010 시즌 용인시청과 목포시청이 참가하여 15개 팀으로 운영되었다. 또한 2010 시즌부터 외국인 선수 제도를 공식적으로 도입하였으며, 울산 현대미포조선이 브라질 용병 2명을 영입하며 내셔널리그 역사상 첫 외국인 선수를 탄생시켰다. 예산 FC가 2011 시즌부터 탈퇴를 한 이후 14개 팀으로 운영되오던 차에, 2013년 프로 2부 리그가 출범함에 따라, 내셔널리그에서 프로화를 원하는 구단은 프로 2부로 참가하기로 하였다. 프로 2부로 참여할 경우 축구협회가 30억원 지원, 한국프로축구연맹이 프로 리그 가입금을 면제 해주는 등 각종 혜택을 부여하기로 하였다. 2012 시즌이 끝나갈 무렵, 충주 험멜과 수원시청, 안산 H가 프로 진출을 확정지었다. 그리고 얼마 후에는 고양 KB국민은행이 해체되며 총 4개 팀이 내셔널리그를 떠나게 되었다. 2016 시즌 종료 후에는 울산 현대미포조선 돌고래, 용인시청이 해체하여 8팀으로 축소되었다.
2016년 발표된 대한축구협회의 통합 디비전 운영시스템 계획의 발표로 내셔널리그는 리그의 해체가 예고되었다. 2019년, 내셔널리그의 8개 참가팀이 모두 2020시즌부터 시작되는 대한축구협회의 통합 K3리그에 참여하는 것이 확정되었다. 이에 따라 내셔널리그는 2020시즌부터 새롭게 출범하는 K3리그, K4리그에 흡수되면서 2019 시즌을 마지막으로 역사속으로 사라졌다.

## 리그 진행 방식
2019 시즌에는 총 8개팀이 참가하였으며 팀간 4경기씩, 팀당 28경기씩 치르며 플레이오프와 챔피언결정전을 통해 최종우승자를 결정하며 자세한 경기방식은 내셔널리그 규정 10조를 준한다.
① 경기방식과 대진, 경기일정 및 챔피언십(플레이오프 및 챔피언결정전)의 진행 등 본 대회의 운영은 대한축구협회의‘국내대회 승인 및 운영 규정’을 원칙으로 하되, 연맹 행정지원팀의 결정에 의해 변경될 수 있다.
② 본 대회는 단일리그로 운영되는 리그전과, 리그 2,3위 팀들이 참가하는 플레이오프, 플레이오프의 승자와 리그 1위 팀 간의 챔피언결정전으로 나뉘어 개최된다.
③ 리그전은 각 팀당 7경기씩 4stage로 개최되며, 홈&어웨이 방식으로 진행된다.
④ 챔피언십(플레이오프 및 챔피언결정전) 경기는 아래의 표와 같은 대진 방식으로 진행된다.
⑤ 플레이오프는 2위팀과 3위팀간의 홈&어웨이 방식으로 개최된다.
⑥ 플레이오프 경기는 리그 2위 팀이 2차전 홈경기를 개최한다.
⑦ 챔피언결정전은 리그 1위팀과 플레이오프 승리 팀 간에 홈&어웨이 방식으로 개최된다.
⑧ 챔피언결정전 경기는 리그 1위 팀이 1,2차전 중 홈경기를 선택 할 수 있다.

## 역대 스폰서
| 연도   | 스폰서           | 공식 대회명칭                                 |
| ------ | ---------------- | --------------------------------------------- |
| 2003년 | 현대자동차       | 현대자동차컵 2003 K2리그 (전기리그)           |
| 2003년 | 인터막스         | 인터막스컵 2003 K2리그 (후기리그)             |
| 2004년 | 현대자동차       | 현대자동차컵 2004 K2리그                      |
| 2005년 | KB국민은행       | KB국민은행컵 2005 K2리그                      |
| 2006년 | 생명과학기업 STC | 생명과학기업 STC컵 2006 내셔널리그            |
| 2007년 | 생명과학기업 STC | 생명과학기업 STC컵 2007 내셔널리그 (전기리그) |
| 2007년 | KB국민은행       | KB국민은행 2007 내셔널리그 (후기리그)         |
| 2008년 | KB국민은행       | KB국민은행 2008 내셔널리그                    |
| 2009년 | 교보생명         | 교보생명 2009 내셔널리그                      |
| 2010년 | 대한생명         | 대한생명 2010 내셔널리그                      |
| 2011년 | 삼성생명         | 삼성생명 2011 내셔널리그                      |
| 2012년 | 신한은행         | 신한은행 2012 내셔널리그                      |
| 2013년 | 신한은행         | 신한은행 2013 내셔널리그                      |
| 2014년 | 삼성생명         | 삼성생명 2014 내셔널리그                      |
| 2015년 | 인천국제공항     | 인천국제공항 2015 내셔널리그                  |
| 2016년 | 인천국제공항     | 인천국제공항 2016 내셔널리그                  |
| 2017년 |                  | 2017 내셔널리그                               |
| 2018년 |                  | 2018 내셔널리그                               |
| 2019년 |                  | 2019 내셔널리그                               |

## 역대 우승 기록
- 2002년까지 실업축구 대회 우승팀 정보는 전국실업축구연맹전 문서를 참고하십시오

### 시즌별 우승 클럽
내셔널리그의 역대 각 시즌의 우승 및 준우승 클럽은 아래와 같다.
| 시즌 | 우승                     | 준우승              |
| ---- | ------------------------ | ------------------- |
| 2003 | 고양 국민은행            | 이천 상무           |
| 2004 | 고양 국민은행            | 강릉시청            |
| 2005 | 인천 한국철도            | 수원시청            |
| 2006 | 고양 국민은행            | 김포 할렐루야       |
| 2007 | 울산 현대미포조선 돌고래 | 수원시청            |
| 2008 | 울산 현대미포조선 돌고래 | 수원시청            |
| 2009 | 강릉시청                 | 김해시청            |
| 2010 | 수원시청                 | 대전 한국수력원자력 |
| 2011 | 울산 현대미포조선 돌고래 | 고양 KB국민은행     |
| 2012 | 인천 코레일              | 고양 KB국민은행     |
| 2013 | 울산 현대미포조선 돌고래 | 경주 한국수력원자력 |
| 2014 | 울산 현대미포조선 돌고래 | 대전 코레일         |
| 2015 | 울산 현대미포조선 돌고래 | 경주 한국수력원자력 |
| 2016 | 울산 현대미포조선 돌고래 | 강릉시청            |
| 2017 | 경주 한국수력원자력      | 김해시청            |
| 2018 | 경주 한국수력원자력      | 김해시청            |
| 2019 | 강릉시청                 | 경주 한국수력원자력 |

### 클럽별 우승 횟수
| 구단                     | 우승                                         | 준우승                     |
| ------------------------ | -------------------------------------------- | -------------------------- |
| 울산 현대미포조선 돌고래 | 7 (2007, 2008, 2011, 2013, 2014, 2015, 2016) |                            |
| 고양 KB국민은행          | 3 (2003, 2004, 2006)                         | 2 (2011, 2012)             |
| 경주 한국수력원자력      | 2 (2017, 2018)                               | 4 (2010, 2013, 2015, 2019) |
| 강릉시청                 | 2 (2009, 2019)                               | 2 (2004, 2016)             |
| 대전 코레일              | 2 (2005, 2012)                               | 1 (2014)                   |
| 수원시청                 | 1 (2010)                                     | 3 (2005, 2007, 2008)       |
| 김해시청                 |                                              | 3 (2009, 2017, 2018)       |
| 이천 상무                |                                              | 1 (2003)                   |
| 김포 할렐루야            |                                              | 1 (2006)                   |

## 클럽

### 2019 시즌 참가 클럽
다음의 8개 클럽이 2019년 내셔널리그에 참가한다.
| 클럽                | 리그 참가 | 2017년 순위 | 연고지 | 홈구장           | 수용 인원 | 감독   |
| ------------------- | --------- | ----------- | ------ | ---------------- | --------- | ------ |
| 강릉시청            | 2003      | 7위         | 강릉   | 강릉종합운동장   | 33,000    | 오세응 |
| 경주 한국수력원자력 | 2003      | 1위         | 경주   | 경주시민운동장   | 12,199    | 어용국 |
| 대전 코레일         | 2003      | 4위         | 대전   | 한밭종합운동장   | 17,371    | 김승희 |
| 창원시청            | 2005      | 6위         | 창원   | 창원축구센터     | 15,116    | 최영근 |
| 부산교통공사        | 2006      | 8위         | 부산   | 구덕운동장       | 24,363    | 박상인 |
| 김해시청            | 2008      | 2위         | 김해   | 김해운동장       | 30,000    | 윤성효 |
| 천안시청            | 2008      | 3위         | 천안   | 천안축구센터     | 2,881     | 당성증 |
| 목포시청            | 2010      | 5위         | 목포   | 목포국제축구센터 | 5,952     | 김정혁 |

| 지역   | 연고지     | 클럽                |
| ------ | ---------- | ------------------- |
| 강원권 | 강릉시     | 강릉시청            |
| 충청권 | 대전광역시 | 대전 코레일         |
| 충청권 | 천안시     | 천안시청            |
| 영남권 | 부산광역시 | 부산교통공사        |
| 영남권 | 창원시     | 창원시청            |
| 영남권 | 경주시     | 경주 한국수력원자력 |
| 영남권 | 김해시     | 김해시청            |
| 호남권 | 목포시     | 목포시청            |

### 역대 연고지 변천
| 구단                | 연고지 |
| ------------------- | --- |
| 예산 FC             | 서산시(2003년–2007년) → 예산군(2008년–2010년)                                                              |
| 충주 험멜           | 의정부시(2003년–2005년) → 이천시(2006년–2007년) → 서울특별시 노원구(2008년–2009년) → 충주시(2010년–2012년) |
| 고양 자이크로       | 익산시(2003년) → 김포시(2004년–2006년) → 안산시(2007년–2012년)                                             |
| 고양 KB국민은행     | 김포시(2003년) → 고양시(2003년–2012년)                                                                     |
| 경주 한국수력원자력 | 대전광역시(2003년–2012년) → 경주시(2013년–현재)                                                            |
| 대전 코레일         | 인천광역시(2003년–2013년) → 대전광역시(2014년–현재)                                                        |

### 이전 참가 구단
| 구단                     | 시즌           | 사유 |
| ------------------------ | -------------- | --- |
| 서울시청                 | 2003 시즌      | 전기 리그까지 참가 후 해체 |
| 이천 상무                | 2003–2005 시즌 | 전국실업축구연맹전에 참가하던 상무가 K리그 참가 결정 후에도 2군 형식으로 남아 1군과 별개로 경기도 이천을 연고지로 하여 참가하였으나, 이후 1군과 통합 |
| 예산 FC                  | 2003–2010 시즌 | 재정난으로 인하여 탈퇴 |
| 고양 자이크로            | 2003–2012 시즌 | 2013시즌부터 프로 전환 후 K리그 챌린지 참가 |
| 수원시청                 | 2003–2012 시즌 | 2013시즌부터 프로 전환 후 K리그 챌린지 참가 |
| 충주 험멜                | 2003–2012 시즌 | 2013시즌부터 프로 전환 후 K리그 챌린지 참가 |
| 고양 KB국민은행          | 2003–2012 시즌 | 해체 |
| 홍천 이두                | 2007–2009 시즌 | 전기 리그까지 참가하였으나, 재정난으로 인하여 후기 리그부터 퇴출                                                                                     |
| 울산 현대미포조선 돌고래 | 2003–2016 시즌 | 해체 |
| 용인시청                 | 2010–2016 시즌 | 해체 |

## 경기장
| 강릉시청           | 경주 한국수력원자력 | 김해시청           | 대전 코레일        |
| ------------------ | ------------------- | ------------------ | ------------------ |
| 강릉종합운동장     | 경주시민운동장      | 김해운동장         | 한밭종합운동장     |
| 수용인원: 22,333명 | 수용인원: 12,199명  | 수용인원: 30,000명 | 수용인원: 17,371명 |
|                    |                     |                    |                    |
| 목포시청           | 부산교통공사        | 창원시청           | 천안시청           |
| 목포국제축구센터   | 구덕운동장          | 창원축구센터       | 천안축구센터       |
| 수용인원: 5,952명  | 수용인원: 24,363명  | 수용인원: 15,116명 | 수용인원: 2,881명  |
|                    |                     |                    |                    |

## 같이 보기
| 대한민국 축구 리그 시스템 - 1부 K리그1 - 2부 K리그2 - 3부 내셔널리그 - 4부 K3리그 어드밴스 - 5부 K3리그 베이직 - 6부 K5리그 - 7부 K6리그 - 8부 K7리그 | 한국실업축구연맹 주관 리그전 - 실업 내셔널리그 주요 컵 대회 - 전국선수권 대한민국 FA컵 - 실업선수권 내셔널축구선수권대회 | 내셔널리그 관련 항목 - 내셔널축구선수권대회 - 전국실업축구연맹전 - 전국축구선수권대회 - 대통령배 전국축구대회 |